# Roseline Filion

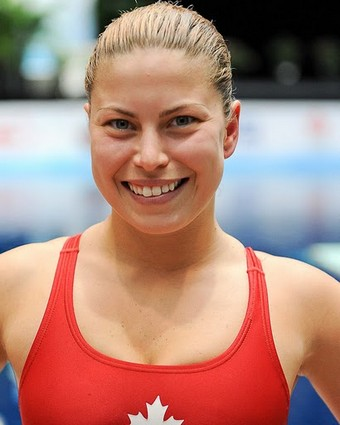
Roseline Filion

Roseline Filion (Laval, 3 de julho de 1987) é uma saltadora de saltos ornamentais canadense. 

## Carreira
Representou seu país nos Jogos Olímpicos de 2008 e 2012, na qual conquistou uma medalha de bronze, na plataforma sincronizada. Em Jogos Pan-Americanos, tem uma medalha de ouro e duas pratas. 

### Rio 2016
Fillion representou seu país nos Jogos Olímpicos de Verão de 2016, na qual conquistou uma medalha de bronze, na plataforma sincronizada com Meaghan Benfeito.